# Носов, Артём Николаевич
Артем Николаевич Носов (род. 4 апреля 1985, Магнитогорск, Челябинская область) — российский хоккеист, защитник.

## Биография
Родился 4 апреля 1985 года в городе Магнитогорске Челябинской области. Воспитанник магнитогорской хоккейной школы. В 17 лет дебютировал в основном составе «Металлурга» в Суперлиге России в сезоне 2002/03, выходил в 4 играх. На следующий сезон выступал в саратовском клубе «Кристалл», выходил на поле в 19 играх. Следующий сезон играл в родном «Металлурге». Затем перешёл в челябинский «Трактор», где провёл всего 4 игры в основной команде и 7 игр в дубле, после чего перешёл в другой челябинский клуб «Мечел», где вышел на лед в 24 играх.
После этого стал играть за «Витязь» — 6 игр в основе, вернулся в «Мечел» — 38 игр в основе и уехал в Екатеринбург выступать за клуб «Автомобилист» — 43 игры в основе. Выступал за «Южный Урал» в двух играх. выступал за «Бейбарыс», где провёл 36 игр в основе и перешёл в клуб КХЛ новосибирскую «Сибирь», в 2010 году играл за курганский клуб «Зауралье». В сезоне 2016/17 снова играл за клуб ВХЛ «Южный Урал» — 29 игр, 4 очка (3+1) при показателе «+/-» −3.
В 2020 году — консультант-инструктор по катанию АНО «Академия хоккея Ак Барс» им. Ю. И. Моисеева (г. Казань).